# USS John F. Kennedy (CV-67)
USS John F. Kennedy (CV-67) – amerykański lotniskowiec zmodyfikowanego typu Kitty Hawk. Jego patronem był John F. Kennedy.
Stępkę okrętu położono 22 października 1964 w stoczni Newport News Shipbuilding. Zwodowano go 27 maja 1967, matkami chrzestnymi były Jacqueline Kennedy Onassis i Caroline Kennedy. Jednostka weszła do służby w US Navy 7 września 1968. Okręt miał być wyposażony w reaktor A3W, ale z powodów politycznych został zbudowany w wersji konwencjonalnej. Portem macierzystym był Norfolk, następnie Mayport.
Podczas zimnej wojny działał głównie w składzie VI Floty na Morzu Śródziemnym. 22 listopada 1975 roku miał kolizję z krążownikiem USS „Belknap” u wybrzeży Włoch, co doprowadziło do pożaru. Zderzył się z USS „Bordelon” (DD-881) w 1976. W 1982 roku brał udział w nalotach na bazy ekstremistów islamskich w Libanie. 4 stycznia 1989 roku myśliwce Grumman F-14 Tomcat z lotniskowca, zaatakowane, zestrzeliły dwa libijskie myśliwce MiG-23.
W 1990 roku okręt brał udział w I wojnie w Zatoce Perskiej. Jego samoloty wykonały 2895 lotów bojowych, zrzucając prawie 1600 ton uzbrojenia. W latach 1997, 1999 i 2000 brał udział w operacji Southern Watch u wybrzeży Iraku. W 2002 roku brał udział w operacji w Afganistanie.
Został odznaczony Marjorie Sterrett Battleship Fund Award w 1974. 
Ostatni raz wyszedł w rejs operacyjny w 2004 roku. 23 marca 2007 został wycofany ze służby w Mayport na Florydzie, jako przedostatni amerykański lotniskowiec o napędzie klasycznym (ostatnim był USS „Kitty Hawk”). 16 października 2009 został skreślony z listy jednostek floty.
6 października 2021 roku „John F. Kennedy” oraz USS „Kitty Hawk” zostały sprzedane w celu złomowania za symboliczną kwotę 1 centa.